# Mollete
El mollete es el nombre genérico para multitud de panes, o alimentos a base de pan, que se puede encontrar a lo largo y ancho de los territorios hispanohablantes, particularmente, Bolivia, Cuba, España, Guatemala y México. Su nombre proviene de muelle, en referencia a la esponjosidad y ternura de la miga, característica principal de los molletes.

## Origen
La primera mención al mollete se encuentra ya en el Diccionario latino-español de 1492, en el cual Nebrija los define como: «cualquier pan que fuese esponjoso y muelle ('tierno')». En latín, panis molliculus significa 'pan tierno', también llamado panis tenellus ('pan delicado'), y se refería a panecillos de miga blanca y muy esponjosa, lograda mediante una corta cochura. Es cognado de «molleta», una torta de pan hecha con flor de harina, originaria de Castilla la Vieja, que algunas veces suele amasarse con leche, y también usado para referirse a panes morenos de calidad inferior. Los molletes, sin embargo, son más típicos de Andalucía y Extremadura. El mismo origen etimológico se puede encontrar en el catalán molla o molló ('miga') y en el francés mollet o mollette ('bodigo'), así como en el adjetivo español «mollar» ('blando, fácil de partir').

## Por países

### Bolivia
Los molletes en Bolivia, especialmente los de la provincia de Vallegrande, son un tipo de pan hecho a base de harina de trigo integral, huevo, queso y mucha manteca de cerdo. Son típicos de la región de los valles, en el departamento de Santa Cruz.

### Cuba
En Melena del Sur, un pueblo de la provincia de Mayabeque, los habitantes tienen por costumbre la elaboración de un plato al que llaman «mollete melenero», que consiste en un pan al cual se le vacía la miga, y se rellena con carne molida (picadillo); después se vuelve a tapar el pan y se reboza en huevo batido para freírse en manteca o aceite caliente. El mollete también hace referencia a un antiguo dulce típico en Cuba. Tal y como la Dra. Silvia Mayra Gómez Fariñas relata, existen diferentes tipos de molletes en Cuba, aparte del melenero, que sin embargo están perdiendo tradición y quedando como un recuerdo de la gastronomía antigua cubana. El mollete dulce se puede elaborar con mamey colorado, y también con plátano, piña o coco.

### España

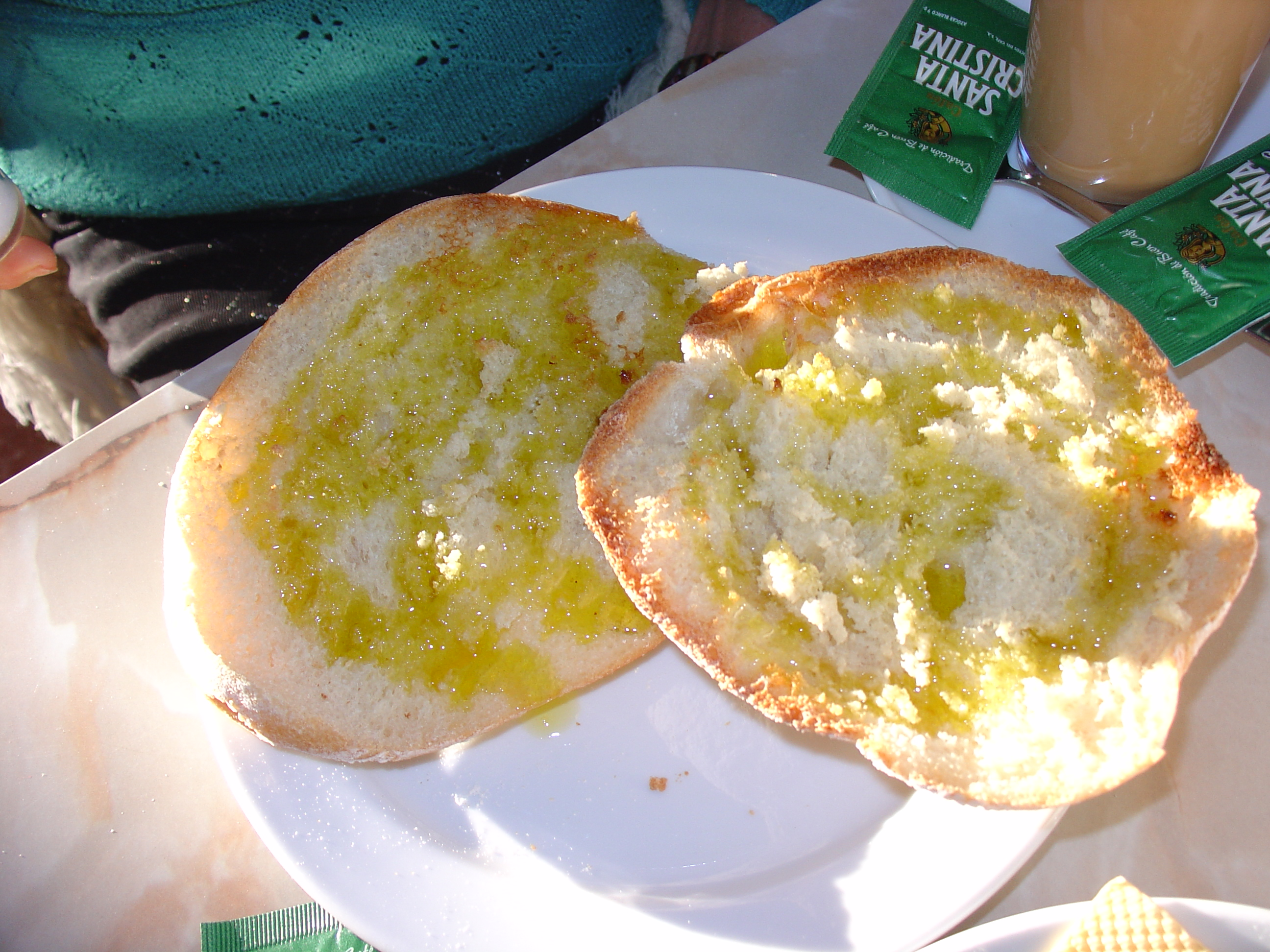
Un mollete de Archidona servido con aceite de oliva.

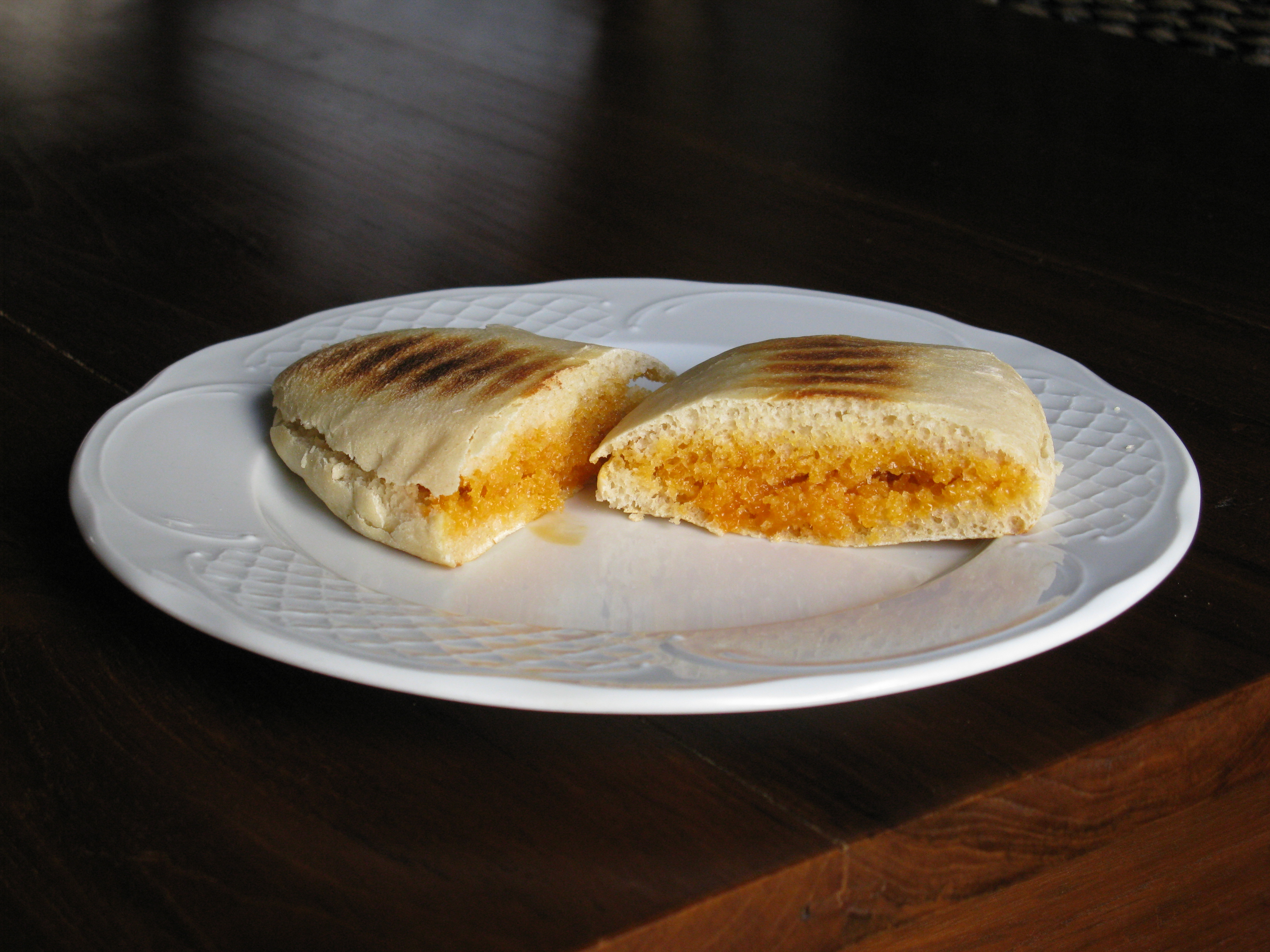
Mollete de Antequera con manteca colorá.

Los molletes se pueden encontrar en varios municipios de España con tradición panadera, especialmente los de Andalucía y Extremadura; cabe destacar el mollete de Antequera, el único con sello de protección IGP, pero también son tradicionales el mollete de Archidona (en la provincia de Málaga), los molletes de Marchena, Osuna o Écija (en la provincia de Sevilla) o el mollete de Puerto Serrano, Espera y Algodonales (en la Sierra de Cádiz), con una variante llamada «ablandao» en Bornos. Los molletes son típicos para hacer el desayuno andaluz, rebanadas de pan tostado con aceite de oliva y azúcar o sal, y en ocasiones con tomate o ajo, . A veces son aromatizados con matalahúva, nombre andaluz para el anís. Es típico empaparlos en aceite, untarlos con mantequilla, o acompañarlo con otros productos tradicionales: chicharrones, manteca colorá, asientos o zurrapa de lomo. El mollete extremeño o siberiano es similar al pan pita pero con más miga. El mollete de Badajoz tiene un característico corte enmedio. El mollete de Galicia o molete está hecho de harina de trigo, tiene una miga húmeda y un moño (llamado pirucho) que lo caracteriza. Es típico sobre todo en Santiago de Compostela. 
En cuanto al origen de los molletes españoles, los historiadores gastronómicos se dividen en dos teorías principales. Los molletes tienen en común su posible origen en los panes ácimos utilizados antiguamente para la misa, y de origen hebreo.

### Guatemala
En Totonicapán, población con gran tradición panadera, se elaboran para Semana Santa los famosos panes de yemas de huevo. Esta tradición data desde la época colonial, en la que los panaderos producían grandes piezas de pan para abastecer al pueblo durante los días santos, en los que no trabajaban. Dentro de la gran variedad de tortas «grandes», existen los molletes, que son piezas de pan dulce cubiertas en la parte superior con harina tamizada, simulando un volcán nevado.

### Honduras

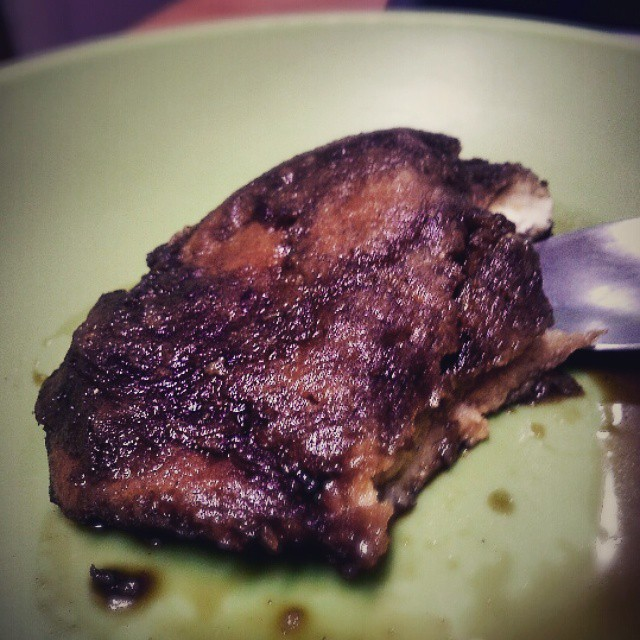
Mollete hondureño, similar a las torrijas, pero relleno.

En Copán, en el occidente de Honduras, se prepara un postre dulce de pan de yema muy similar a las torrijas de la Zona Central, pero con relleno, compuesto por el interior del mismo pan, el cual se extrae para mezclarlo con especias dulces como clavo de olor y canela. Los panes se rellenan y se envuelven en huevo batido, para después freírlos y, luego de pasarlos por agua caliente (para eliminar la grasa), se cocinan un poco más, sumergidos en miel de dulce de panela o dulce de rapadura, que no es más que el producto solidificado de la caña de azúcar en su menos refinada forma.
En la aldea de La Empalizada, en el oriental departamento de Olancho, se prepara un mollete que consiste en una especie de bizcocho alargado, con un baño de azúcar y un relleno dulce.

### México

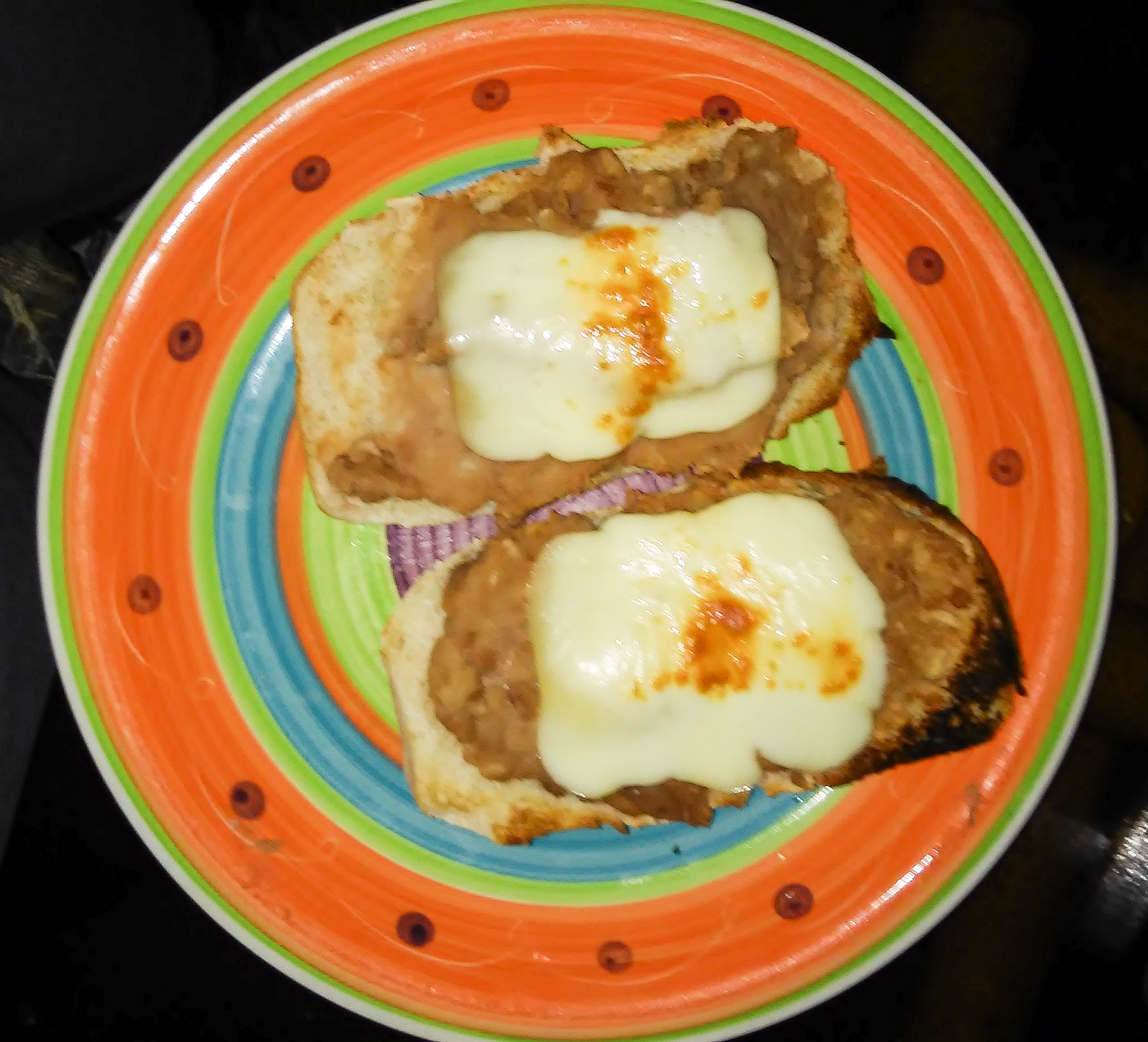
Molletes mexicanos.

Los molletes son un platillo con base de bolillo tostado y varios ingredientes salados o dulces. Se preparan haciendo un corte longitudinal a un bolillo, tomando cada mitad y poniéndola en el comal o en el horno para calentarlo y tostarlo. Se le unta frijoles refritos, se le coloca una rebanada de queso, y se deja en el comal hasta que el queso gratine, o bien, se introduce al horno. En ciertos restaurantes, adicionalmente, se lo sirve con tocino, jamón, salchicha, chorizo o pico de gallo.
Se come en las mañanas o como desayuno. Es un platillo muy común de la Ciudad de México. 
En el estado de Querétaro, también son preparados con mantequilla y azúcar, siendo dicho platillo, por su elaboración, preferido en desayunos, al combinarse con leche o atole, y son llamados molletes con mantequilla.
En el estado de Sonora, en México, también se les agrega carne deshebrada con chile, y son llamados molletes con carne. Es un desayuno muy común en los comedores de las escuelas y restaurantes de comida rápida casera.
En la Comarca Lagunera se acostumbra servirlos con un guiso de los que se preparan para rellenar las gorditas, que pueden ser papas en salsa verde, papas en salsa roja, huevo con chile, rajas, milanesa, chicharrón prensado, asado verde y rojo, carne deshebrada, chorizo, barbacoa, o bien, al natural (frijoles y queso gratinado).
En el estado de Oaxaca son llamados medias tortas.
En la Ciudad de México existe otra variación, en la cual a los molletes se les pone encima chilaquiles, que pueden ser de salsa roja o de salsa verde, llamados comúnmente tecolotes.
No tan común pero se ha visto en la Norteña Ciudad de Monterrey se les agrega carne asada y puede ser un platillo que se disfrute al momento de una velada con los amigos en una tradicional carne asada.
En el resto del país se ha hecho popular su consumo debido a su introducción por restaurantes y al ser fácil de preparar.
Cabe mencionar que "mollete" no es una palabra vulgar, sin embargo en el Noroeste de México, en la ciudad de Monterrey, la palabra mollete se adjetiviza para referirse al o el amante o a una persona en una relación sexual o amorosa no vinculante. Particularmente, el “mollete” en si, tiene un grado de aceptación social variable, y se puede verbalizar la acción como: te estas molleteando a cierta persona, voy a comerme un mollete, se apareció el mollete, vi que te andas molleteando a, etc.

### Perú
En el norte de Perú, en la región de Cajamarca, el mollete es un pan dulce, de harina, huevos, miel de chancaca (o miel de caña), y levadura, más como un bizcocho, que tiene especias como canela y clavo de olor. Se prepara en familia, previo a la festividad de Todos los Santos (1 de noviembre). A los bizcochos se les da formas de muñecas para las niñas o de caballos para los niños, y se les obsequia a ellos para que jueguen y coman. Generalmente, este pan se prepara en familia, en hornos artesanales; una bella costumbre en la región de Cajamarca que se va dejando poco a poco y ha derivado en versiones más comerciales en esta región.